# 和義駅
和義駅（わぎえき）は中華人民共和国北京市豊台区に位置する北京地下鉄8号線の駅。

## 歴史
- 2018年12月30日 - 開業[1]。

## 駅構造

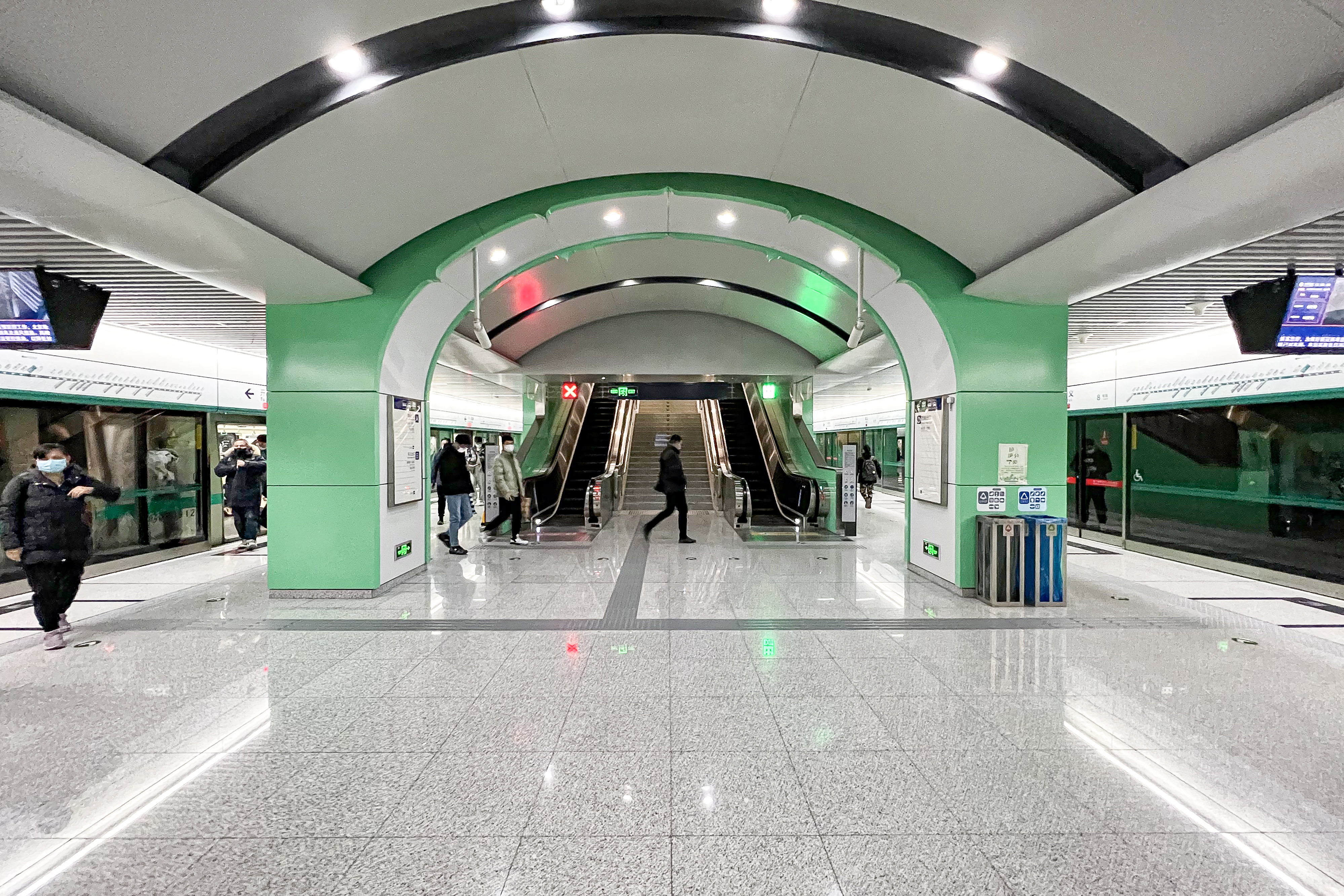
ホーム

島式ホーム1面2線を有する地下駅。

## 駅周辺
- 世紀家家福生活超市
- マクドナルド
- 和義東里小区
- 和義西里小区
- 和義科創産業園

## 隣の駅
北京地下鉄
■8号線
大紅門南駅 - 和義駅 - 東高地駅